# 黑默尔岑
黑默尔岑是德国莱茵兰-普法尔茨州的一个市镇。总面积2.83平方公里，总人口235人，其中男性118人，女性117人（2011年12月31日），人口密度83人/平方公里。